# Puebla aztecaria
Puebla aztecaria là một loài bướm đêm trong họ Geometridae.